# Gambetta (metrostation)
Gambetta is een station van de metro in Parijs langs metrolijnen 3 en 3bis in het 20e arrondissement.
De naam verwijst naar Léon Gambetta (1838-1882), een Frans politicus.

## Geschiedenis
Het station werd geopend op 25 januari 1905 als de terminus van metrolijn 3. Op 27 november 1921 werd de metrolijn verlengd tot station Porte des Lilas, waardoor station Gambetta een doorgangsstation werd.
Op 27 maart 1971 werd metrolijn 3 vanuit station Gambetta verlengd tot station Gallieni. De metrolijn tussen Gambetta en Porte des Lilas werd metrolijn 3bis, er werden nieuwe perrons aangelegd voor de nieuwe metrolijn 3, in de buurt van station Martin Nadaud, dat hierdoor werd gesloten. Tussen de perrons van metrolijn 3 en metrolijn 3bis werd een lange gang aangelegd in de tunnelkoker van de oude lijn 3. De tunnel van de keerlus van het allereerste terminus-station is nu een diensttunnel die de twee metrolijnen met elkaar verbindt.

## Aansluitingen
- RATP-busnetwerk: zeven lijnen
- Noctilien: twee lijnen

## In de omgeving
- Cimetière du Père-Lachaise
- Gemeentehuis van het 20e arrondissement

Pont de Levallois - Bécon · 
Anatole France · 
Louise Michel · 
Porte de Champerret · 
Pereire · 
Wagram · 
Malesherbes · 
Villiers · 
Europe · 
Saint-Lazare · 
Havre - Caumartin · 
Opéra · 
Quatre-Septembre · 
Bourse · 
Sentier · 
Réaumur - Sébastopol · 
Arts et Métiers · 
Temple · 
République · 
Parmentier · 
Rue Saint-Maur · 
Père Lachaise · 
Gambetta · 
Porte de Bagnolet · 
Gallieni
Gambetta ·
Pelleport ·
Saint-Fargeau ·
Porte des Lilas